# Kapuskasing
Kapuskasing is een plaats aan de rivier Kapuskasing in het district Cochrane van de provincie Ontario in  Canada. Tot 1917 stond de plaats bekend als MacPherson. Het is de geboorteplaats van regisseur James Cameron.